# Moses Hagiz
Moses Hagiz (hebräisch משה חגיז Mošeh H̱agīz / anders transkribiert: Moscheh Chagis; * 1670 in Jerusalem; † vermutlich 1750 in Beirut) war ein Rabbiner, Talmudist, Kabbalist und Zensor.

## Leben und Wirken
Moses Hagiz war ein Sohn des Rabbiners Jakob Chagis. Sein Großvater Moses Galante setzte sich wie der Vater lebenslang dafür ein, die Reputation der Rabbiner zu erhöhen und engagierte sich für ein Studium von weltlichen Wissenschaften. Moses Hagiz arbeitete als wandernder Prediger und Rabbiner. Er besuchte Ägypten, Venedig, London, Amsterdam und Altona. Auf seinen Reisen kritisierte er assimilatorische Strömungen und Häresie. Dabei ging er mit harschen Worten gegen Schabbtai Zvi und dessen Anhänger vor und kritisierte wie Zwi Hirsch Aschkenasi den von Zvi gelehrten Sabbatianismus. Hagiz kritisierte das Buch Mahimnuta dekola des Rabbiners Nehemia Hiya Harun, der in Holland lebte und dem Hagiz nachsagte, sabbatianische Irrlehren zu verbreiten. Gemeinsam mit Schabbtai Zvi sah sich Hagiz 1714 gezwungen, Amsterdam zu verlassen. Sie reisten von dort gemeinsam nach London.
Um 1718 kam Hagiz nach Hamburg und zog sieben Jahre später nach Altona, wo er bis 1738 lebte. Dort machte er Bekanntschaft mit Jakob Emden, der ein Sohn Zwi Aschkenasis war. Wenngleich beide befreundet waren, schrieb Emden in seinem Buch Megillat Sefer, dass er Hagiz' religiöse Ernsthaftigkeit bezweifle.
Neben Emden pflegte Hagiz insbesondere Kontakte zu Oberrabbiner Jehezkel Katzenellenbogen und Johann Christian Wolf. Wolf empfand Sympathien für Hagiz aufgrund dessen Kenntnissen von angeblich sieben Sprachen. Während seiner Zeit in Altona ging Hagiz gemeinsam mit Katzenellenbogen gegen den Sabbatianismus vor. 1726 schrieb er hierzu Hivya Derabanan. Hagiz arbeitete als Zensor und Korrektor und verdiente damit den Lebensunterhalt. Die Hamburger Dreigemeinde verlegte in Hamburg, Wandsbek und Altona nur Bücher, die Hagiz zuvor geprüft hatte. 1726 schrieb er mit Leket ha-Kemah einen Kommentar zur Mishna. Israel ben Abraham verlegte das Werk in Wandsbek und begann damit eine Laufbahn als Drucker. In seiner Werkstatt arbeitete Hagiz' Sohn, der wie der Großvater Moses hieß.
Nach seiner Zeit in Altona zog Hagiz nach Sidon, danach nach Safed. Die Ausreise unternahm er mit einem „Lateinischen Reise-Pass für Moses Chajes, Rabbiner, nach Jerusalem“, unterschrieben vom dänischen König.